# Adrien-Marie Legendre

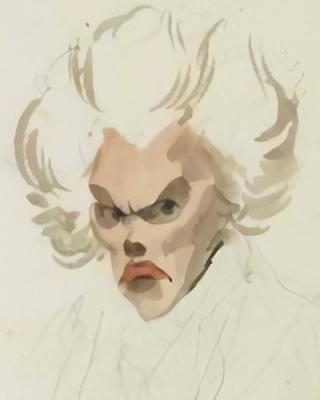
Adrien-Marie Legendre, karikatuur uit 1820 door Julien-Leopold Boilly

Adrien-Marie Legendre (Parijs, 18 september 1752 – Auteuil, 10 januari 1833) was een Franse wiskundige. Hij leverde belangrijke bijdragen aan de statistiek, de abstracte algebra, de wiskundige analyse en in het bijzonder aan de getaltheorie. Hij was een van de toonaangevende Franse wiskundigen aan het einde van de 18e en begin van de 19e eeuw, die een bloeiperiode was voor de Franse wiskunde. Hij is een van de 72 Fransen wier namen in reliëf op de Eiffeltoren zijn aangebracht.
Legendre was een tijdgenoot van Joseph-Louis Lagrange, Pierre-Simon Laplace, Sadi Carnot en Gaspard Monge in de rumoerige periode van de Franse Revolutie. Laplace, Lagrange en Legendre hebben zich volledig afzijdig gehouden van de revolutie.
Legendre is bekend gebleven om zijn didactische verbetering in de behandeling van de elementaire meetkunde. Van 1775 tot 1780 was hij docent aan de Militaire Academie, later aan de École Normale en tot slot de École polytechnique, alle in Parijs. Het grootste deel van zijn werk werd geperfectioneerd door anderen: zijn werk aangaande wortels van veeltermen inspireerde de galoistheorie. Niels Henrik Abel bouwde in zijn werk over elliptische functies voort op het werk van Legendre. Ook Carl Friedrich Gauss maakte bij sommige van zijn resultaten op het gebied van de statistiek en de getaltheorie gebruik van het werk van Legendre.
In 1830 gaf hij een bewijs van de laatste stelling van Fermat voor de exponent {\displaystyle n=5}, een bewijs dat bijna gelijktijdig door Johann Peter Gustav Lejeune Dirichlet werd gegeven in 1828. Hij had eerder het foute bewijs van Leonhard Euler voor {\displaystyle n=3} verbeterd.
In de getaltheorie leverde Legendre belangrijke bijdragen, in het bijzonder tot de toepassing van de analyse op de getaltheorie. Zijn vermoeden uit 1796, voor wat nu de priemgetalstelling wordt genoemd, werd pas honderd jaar later, in 1898, door Hadamard en Charles-Jean de La Vallée Poussin bewezen. Het legendre-symbool is een andere bijdrage van hem op dit gebied.
Legendre verrichtte een indrukwekkende hoeveelheid werk met betrekking tot elliptische functies, waaronder de classificatie van elliptische integralen.
De naar hem genoemde legendre-transformatie wordt in de theoretische mechanica gebruikt om dat lagrangiaanse formalisme over te zetten in het hamiltonformalisme. In de thermodynamica wordt het ook gebruikt om thermodynamische potentialen vrije energie (ofwel helmholtzenergie) {\displaystyle F} en de gibbsenergie {\displaystyle G} af te leiden uit de inwendige energie {\displaystyle U}.

## Differentiaalvergelijking van Legendre
In 1784 vond hij de oplossing van de differentiaalvergelijking
{\displaystyle (1-x^{2})y''-2xy'+n(n-1)y=0}
De oplossing staat bekend als de legendre-polynoom

## Enkele stellingen van Legendre
- {\displaystyle \pi } en {\displaystyle \pi ^{2}} zijn geen van beide rationaal.
- Het aantal priemgetallen tussen 1 en {\displaystyle n} is ongeveer gelijk aan {\displaystyle n/(\ln(n)-1{,}08366)}.

## Het vermoeden van Legendre
Voor elk positief geheel getal {\displaystyle n} geldt dat er tussen {\displaystyle n^{2}} en {\displaystyle (n+1)^{2}} minstens een priemgetal ligt.

## Portret
Van Legendre is geen portret bekend. Lange tijd werden artikelen en boeken over Legendre geïllustreerd met een portret van een man, gezien van opzij. Pas in 2005 werd ontdekt dat deze litho de Franse politicus Louis Legendre (1752–1797) voorstelt, en niet de wiskundige. Wel werd in 2008 een karikatuur van Legendre ontdekt.